# Nederlandse kampioenschappen schaatsen allround 2010
De Nederlandse kampioenschappen schaatsen allround 2010 vond in het weekend van 6 en 7 maart plaats in Thialf te Heerenveen. Titelhouders waren Ireen Wüst en Sven Kramer.
De kampioen bij de mannen, Wouter Olde Heuvel, en bij de vrouwen, Elma de Vries, plaatsten zich rechtstreeks voor het WK van 2010 in Heerenveen. Zowel Kramer en Wüst verdedigden hun titel niet, beiden waren al aangewezen voor het WK, evenals Jan Blokhuijsen en Diane Valkenburg, die beiden ook niet aan het NK deelnamen. De twee laatste WK startplaatsen werd door de Topsportcommissie Langebaan (TCL) aangewezen.
| Programma                                                               |                                                                             |
| zaterdag 6 maart                                                        | zondag 7 maart                                                              |
| 500 meter vrouwen 500 meter mannen 3000 meter vrouwen 5000 meter mannen | 1500 meter vrouwen 1500 meter mannen 5000 meter vrouwen 10.000 meter mannen |

## Mannen

### Afstandmedailles
| Afstand | 1e                | 2e                  | 3e                 |
| ------- | ----------------- | ------------------- | ------------------ |
| 500m    | Remco Olde Heuvel | Robbert de Rijk     | Koen Verweij       |
| 5000m   | Ted-Jan Bloemen   | Arjen van der Kieft | Wouter Olde Heuvel |
| 1500m   | Remco Olde Heuvel | Wouter Olde Heuvel  | Ben Jongejan       |
| 10.000m | Ted-Jan Bloemen   | Wouter Olde Heuvel  | Bob de Jong        |

### Eindklassement
| Rang | Schaatser           | Punten  | 500m          | 5000m           | 1500m           | 10.000m          |
| ---- | ------------------- | ------- | ------------- | --------------- | --------------- | ---------------- |
| 1    | Wouter Olde Heuvel  | 152.191 | 37,08 (6)     | 6.27,08 (3)     | 1.48,58 (2)     | 13.24,21 (2)     |
| 2    | Ted-Jan Bloemen     | 152.285 | 37,17 (8)     | 6.25,23 (1)     | 1.49,60 (6)     | 13.21,18 (1)     |
| 3    | Koen Verweij        | 153.285 | 36,95 (3)     | 6.30,37 (6)     | 1.48,84 (4)     | 13.40,37 (5)     |
| 4    | Tim Roelofsen       | 153.318 | 37,02 (4)     | 6.28,81 (4)     | 1.49,10 (5)     | 13.41,03 (6) pr  |
| 5    | Ben Jongejan        | 154.270 | 37,18 (9)     | 6.33,11 (7)     | 1.48,78 (3)     | 13.50,39 (8)     |
| 6    | Renz Rotteveel      | 155.531 | 37,44 (12)    | 6.39,31 (11)    | 1.49,63 (7)     | 13.52,34 (9)     |
| 7    | Robbert de Rijk     | 155.665 | 36,89 (2)     | 6.39,41 (12)    | 1.50,43 (10)    | 14.00,49 (10) pr |
| 8    | Bob de Jong         | 155.802 | 38,94 (21)    | 6.29,92 (5)     | 1.51,79 (16)    | 13.32,15 (3)     |
| 9    | Bart van den Berg   | 156.587 | 37,41 (11) pr | 6.41,05 (13)    | 1.50,26 (9) pr  | 14.06,38 (12) pr |
| 10   | Arjen van der Kieft | 157.029 | 39,54 (23)    | 6.26,27 (2)     | 1.52,71 (18)    | 13.45,85 (7)     |
| 11   | Ralph de Haan       | 157.353 | 38,20 (18)    | 6.38,67 (10)    | 1.51,10 (13)    | 14.05,06 (11)    |
| 12   | Mark Ooijevaar      | 157.677 | 39,47 (22)    | 6.35,18 (8)     | 1.53,41 (23)    | 13.37,73 (4)     |
| NC13 | Remco Olde Heuvel   | 113.350 | 35,97 (1)     | 6.53,44 (20)    | 1.48,11 (1)     |                  |
| NC14 | Bram Smallenbroek   | 114.932 | 37,04 (5)     | 6.52,36 (19)    | 1.49,97 (8) pr  |                  |
| NC15 | Michael Heemskerk   | 115.140 | 37,24 (10) pr | 6.49,14 (17) pr | 1.50,96 (12) pr |                  |
| NC16 | Boris Kusmirak      | 115.273 | 38,63 (20)    | 6.37,43 (9)     | 1.50,70 (11)    |                  |
| NC17 | Rigard van Klooster | 115.580 | 37,58 (15)    | 6.47,47 (15)    | 1.51,76 (15)    |                  |
| NC18 | Rienk Nauta         | 116.010 | 37,09 (7)     | 6.55,44 (21)    | 1.52,13 (17)    |                  |
| NC19 | Adriaan van Velde   | 116.445 | 37,54 (14) pr | 6.51,52 (18) pr | 1.53,26 (21)    |                  |
| NC20 | Joep Pennartz       | 116.496 | 37,53 (13) pr | 6.58,90 (23)    | 1.51,23 (14) pr |                  |
| NC21 | Marco Bos           | 117.029 | 38,46 (19)    | 6.48,83 (16)    | 1.53,06 (19)    |                  |
| NC22 | Bart van Wanrooy    | 117.239 | 37,68 (17)    | 6.58,56 (22)    | 1.53,11 (20) pr |                  |
| NC23 | Bernd Zweden        | 117.756 | 37,62 (16)    | 7.03,56 (24)    | 1.53,34 (22)    |                  |
| DQ1  | Tom Schuit          |         | diskw.        | 6.45,81 (14)    | ns              |                  |

* = met val
NC = niet gekwalificeerd
NF = niet gefinisht
NS = niet gestart
DQ = gediskwalificeerd

## Vrouwen

### Afstandmedailles
| Afstand | 1e              | 2e              | 3e              |
| ------- | --------------- | --------------- | --------------- |
| 500m    | Ingeborg Kroon  | Rosa Pater      | Anice Das       |
| 3000m   | Jorien Voorhuis | Elma de Vries   | Janneke Ensing  |
| 1500m   | Marrit Leenstra | Elma de Vries   | Jorien Voorhuis |
| 5000m   | Elma de Vries   | Jorien Voorhuis | Marije Joling   |

### Eindklassement
| Rang | Schaatsster           | Punten  | 500m          | 3000m           | 1500m           | 5000m          |
| ---- | --------------------- | ------- | ------------- | --------------- | --------------- | -------------- |
| 1    | Elma de Vries         | 167.441 | 40,28 (4)     | 4.15,34 (2)     | 2.01,56 (2)     | 7.20,55 (1)    |
| 2    | Jorien Voorhuis       | 167.476 | 40,66 (7)     | 4.12,69 (1)     | 2.01,92 (3)     | 7.20,61 (2)    |
| 3    | Marrit Leenstra       | 169.662 | 40,55 (5)     | 4.16,57 (4)     | 2.01,55 (1)     | 7.38,35 (8)    |
| 4    | Marije Joling         | 169.698 | 40,89 (10) pr | 4.17,71 (6) pr  | 2.02,96 (6)     | 7.28,71 (3) pr |
| 5    | Janneke Ensing        | 169.945 | 41,30 (17)    | 4.15,39 (3)     | 2.03,29 (7)     | 7.29,84 (4)    |
| 6    | Yvonne Nauta          | 170.305 | 40,97 (12)    | 4.17,07 (5)     | 2.04,03 (12)    | 7.31,47 (5)    |
| 7    | Linda Bouwens         | 170.629 | 40,91 (11)    | 4.18,81 (7)     | 2.03,305 (9)    | 7.34,84 (6)    |
| 8    | Linda de Vries        | 170.678 | 40,81 (9)     | 4.19,89 (9)     | 2.02,28 (4)     | 7.37,43 (7)    |
| 9    | Ingeborg Kroon        | 171.196 | 40,16 (1)     | 4.20,88 (10)    | 2.03,38 (10)    | 7.44,30 (10)   |
| 10   | Cindy Vergeer         | 172.076 | 40,99 (13) pr | 4.21,34 (12) pr | 2.04,52 (13)    | 7.40,24 (9) pr |
| 11   | Jorieke van der Geest | 126.120 | 41,14 (14)    | 4.22,02 (13) pr | 2.03,93 (11)    |                |
| 12   | Moniek Kleinsman      | 126.190 | 41,22 (15)    | 4.19,38 (8)     | 2.05,22 (16)    |                |
| NC13 | Anice Das             | 126.335 | 40,27 (3)     | 4.29,79 (20)    | 2.30,302 (8)    |                |
| NC14 | Maren van Spronsen    | 126.452 | 40,65 (6)     | 4.29,44 (19)    | 2.02,69 (5)     |                |
| NC15 | Manon Kamminga        | 126.688 | 41,46 (18) pr | 4.21,33 (11) pr | 2.05,02 (15) pr |                |
| NC16 | Rixt Meijer           | 126.860 | 41,23 (16)    | 4.22,32 (14)    | 2.05,73 (17)    |                |
| NC17 | Charlotte Bakker      | 127.448 | 41,53 (19) pr | 4.25,79 (18) pr | 2.04,86 (14)    |                |
| NC18 | Rosa Pater            | 127.724 | 40,19 (2) pr  | 4.33,55 (21) pr | 2.05,83 (18)    |                |
| NC19 | Carlijn Achtereekte   | 127.907 | 41,79 (20)    | 4.24,19 (15)    | 2.06,26 (20) pr |                |
| NC20 | Lisanne Soemanta      | 128.026 | 42,00 (21)    | 4.24,48 (16)    | 2.05,84 (19)    |                |
| NC21 | Brecht Kramer         | 128.857 | 40,68 (8)     | 4.35,59 (22)    | 2.06,74 (21)    |                |
| NC22 | Michelle Bodijn       | 129.332 | 42,74 (22)    | 4.25,36 (17) pr | 2.07,10 (22) pr |                |

* = met val
NC = niet gekwalificeerd
NF = niet gefinisht
NS = niet gestart
DQ = gediskwalificeerd